# Asterria
Asterria es una entidad de población española del municipio de Ceánuri, perteneciente a la provincia de Vizcaya, en la comunidad autónoma del País Vasco.

## Toponimia
El nombre del lugar puede encontrarse escrito con las grafías Asterria y Azterria.

## Historia
Hacia mediados del siglo XIX, el lugar, ya por entonces perteneciente al municipio de Ceánuri, tenía contabilizada una población de 172 habitantes. Aparece descrito en el tercer volumen del Diccionario geográfico-estadístico-histórico de España y sus posesiones de Ultramar de Pascual Madoz con las siguientes palabras:

AZTERRIA: barriada en la prov. de Vizcaya, part. jud. de Durango, y anteigl. de Ceanuri: tiene 1 ermita (la Sta. Cruz): pobl.: 43 vec.; 172 almas.
(Madoz, 1846, p. 221)

En 2023, la entidad singular de población de Asterria tenía empadronados 90 habitantes, todos ellos en diseminado.